# Ilse Buding
Pour les articles homonymes, voir Buding (homonymie).
Ilse Buding, née le 22 novembre 1939 à Lovrin et morte le 5 mai 2023 à Paris, est une joueuse de tennis allemande. Elle est également connue sous son nom de femme mariée Ilse Buding-Davies.

## Carrière
Ilse est la fille de Franz et Erika Buding. Elle détient plusieurs titres de championne d'Allemagne junior.
En 1956 à 16 ans, elle est quart de finaliste des Internationaux de France de tennis. En junior, elle y remporte l'année suivante le tournoi face à Pierrette Seghers (future Madame Tacchini). Avec sa sœur Edda, elle est quart de finaliste en double dames à Wimbledon en 1958 et 1959.
Le 7 juillet 1959, elle se marie avec le joueur de tennis et champion d'Angleterre Mike Davies à Chelsea,.
Avec ses frères et sœurs (Lothar, Edda, et Ingo), elle anime dans les années 2000 une école de tennis à Strasbourg. Elle exerce également comme artiste peintre.

## Parcours en Grand Chelem (partiel)

### En simple dames
| Année | Championnat d'Australie Open d'Australie | Championnat d'Australie Open d'Australie | Internationaux de France | Internationaux de France | Wimbledon       | Wimbledon       | US National US Open | US National US Open |
| ----- | ---------------------------------------- | ---------------------------------------- | ------------------------ | ------------------------ | --------------- | --------------- | ------------------- | ------------------- |
| 1956  | -                                        | -                                        | 1/4 de finale            | Zsuzsa Körmöczy          | 1er tour (1/64) | Anne Shilcock   | -                   | -                   |
| 1957  | -                                        | -                                        | 2e tour (1/16)           | Mary Bevis Hawton        | 2e tour (1/32)  | Karol Fageros   | -                   | -                   |
| 1958  | -                                        | -                                        | -                        | -                        | 1er tour (1/64) | Margaret Varner | -                   | -                   |
| 1959  | -                                        | -                                        | -                        | -                        | 2e tour (1/16)  | Rita Bentley    | -                   | -                   |
| 1960  | -                                        | -                                        | -                        | -                        | -               | -               | -                   | -                   |
| 1961  | -                                        | -                                        | -                        | -                        | 2e tour (1/32)  | Doris Schuster  | -                   | -                   |
| 1968  | -                                        | -                                        | 2e tour (1/32)           | Galina Baksheeva         | -               | -               | -                   | -                   |

À droite du résultat, l’ultime adversaire.

### En double dames
| Année | Championnat d'Australie Open d'Australie | Championnat d'Australie Open d'Australie | Internationaux de France  | Internationaux de France     | Wimbledon                   | Wimbledon                 | US National US Open | US National US Open |
| ----- | ---------------------------------------- | ---------------------------------------- | ------------------------- | ---------------------------- | --------------------------- | ------------------------- | ------------------- | ------------------- |
| 1956  | -                                        | -                                        | 2e tour (1/8) Edda Buding | Angela Buxton Althea Gibson  | 2e tour (1/16) Edda Buding  | Fay Muller Daphne Seeney  | -                   | -                   |
| 1957  | -                                        | -                                        | 1/4 de finale Edda Buding | Shirley Bloomer Darlene Hard | 1er tour (1/32) Edda Buding | Yola Ramírez Rosie Reyes  | -                   | -                   |
| 1958  | -                                        | -                                        | -                         | -                            | 1/4 de finale Edda Buding   | M. Osborne M. Varner      | -                   | -                   |
| 1959  | -                                        | -                                        | -                         | -                            | 1/4 de finale Edda Buding   | Yola Ramírez Rosie Reyes  | -                   | -                   |
| 1960  | -                                        | -                                        | -                         | -                            | 1/4 de finale Věra Pužejová | Mary Bevis Jan Lehane     | -                   | -                   |
| 1961  | -                                        | -                                        | -                         | -                            | 2e tour (1/16) Karen Herich | Rita Bentley P. Titchener | -                   | -                   |
| 1968  | -                                        | -                                        | 2e tour (1/8) Edda Buding | Julie Heldman Fay Toyne      | -                           | -                         | -                   | -                   |

Sous le résultat, la partenaire ; à droite, l’ultime équipe adverse.